# Nikolaj Osjanin
Nikolaj Osjanin (Russisch: Николай Викторович Осянин) (Sobolevskoje, Tatarije, 12 december 1941 – Samara, 21 maart 2022) was een Russisch voetballer  en trainer die tijdens zijn carrière uitkwam voor de Sovjet-Unie. Slechts drie spelers speelden meer wedstrijden in de hoogste klasse van de Sovjetcompetitie.

## Biografie
Osjanin begon zijn carrière bij Iskra Kazan en ging in 1961 voor Krylja Sovetov Koejbysjev spelen. In 1966 maakte hij de overstap naar het grote Spartak Moskou en werd daar kampioen mee in 1969 en won de beker in 1971. Hij werd ook topschutter in 1969. Na twee seizoenen bij Kairat keerde hij terug bij Spartak om zijn carrière te beëindigen.
Hij maakte zijn debuut als international in een vriendschappelijke wedstrijd tegen Uruguay op 4 december 1965 en scoorde ook meteen. Ondanks zijn doelpunt werd hij pas vier jaar later nog twee keer opgeroepen.
Na zijn spelerscarrière werd hij trainer van de jeugd van Spartak Moskou.
Osjanin overleed op 80-jarige leeftijd na een langdurige ziekte.